# Práxedes Mateo Sagasta
Práxedes Mateo Sagasta   (Torrecilla en Cameros, 21 de juliol de 1825 - Madrid, 5 de gener de 1903) va ser un enginyer de camins i polític espanyol, membre del Partit Liberal, President del consell de Ministres (1871-1872), President del Govern d'Espanya (1874-1874, 1881-1883, 1892-1895, 1897-1899 i 1902-1902) i reconegut orador.

## Biografia

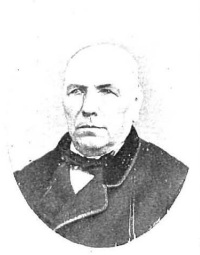
Clemente Sagasta, pare de Práxedes, de J. Laurent.

Nascut a la localitat logronyesa de Torrecilla en Cameros, va ser un dels tres fills de Clemente Sagasta y Díaz amb Esperanza Escolar. Titulat en enginyeria de camins, canals i ports per l'Escola d'Enginyers de Camins de Madrid el 1849, és destinat a la prefectura d'Obres Públiques de Zamora, on se li encomana la construcció de la carretera de Zamora a Ourense per Padornelo i de la Canda. El 1852 se li va encomanar l'estudi del ferrocarril del Nord, entre Valladolid i Burgos, amb 121 km de traçat.
Amb trenta-dos anys, el 1857 és nomenat professor-enginyer de la recentment creada Escola d'Ajudants d'Obres Públiques, on impartí les classes de Topografia i Construcció durant nou anys. Va ser nomenat sotsdirector el 1858, compaginant la docència amb l'activitat parlamentària. No obstant això, el 1866, arran de la revolta de la caserna de San Gil és destituït del seu càrrec de professor de l'Escola d'Ajudants i separat del Cos d'Enginyers de Camins. A la seva tornada de l'exili el 1868, després de la Revolució passa a dedicar-se plenament a l'activitat política.

### Inici de l'activitat política
Durant els seus estudis d'enginyeria de Camins, Canals i Ports el 1848 fou l'únic alumne de l'Escola que es va negar a signar un manifest en suport de la reina Isabel II.
Va iniciar la seva vida política a Zamora, el 1854, on havia estat nomenat cap d'Obres Públiques. Allí rep el càrrec de president de la Junta Revolucionària de la ciutat, i aquest mateix any és elegit diputat de les Corts constituents. El 1858 torna a ser elegit diputat i manté l'escó fins a 1863.
En els seus inicis polítics va ser de vital importància la seva amistat amb Pedro Calvo Asensio amb qui es va conèixer el maig de 1848, durant les revolucions de 1848 que a Espanya es van centrar a intentar enderrocar el president conservador Narváez. Els dos van ser des de llavors bons amics i companys al Partit Progressista, fins al punt de debutar els dos com a diputats en les mateixes eleccions generals constituents de 1854, Sagasta per la província de Zamora i Calvo Asensio per Valladolid. Més tard, el 1857, Sagasta es va incorporar en la redacció del periòdic La Iberia, de la mà de Pedro Calvo, el seu director, per més tard, després de la mort de Calvo Asensio, passar a comprar les seves accions de La Iberia a la seva vídua i dirigir el periòdic.
A partir de 1865 col·labora en activitats revolucionàries amb el general Joan Prim el 1866, participa en la revolta de la caserna de San Gil, motí organitzat amb l'objectiu de destronar Isabel II. Per la seva participació en la citada revolta va ser detingut, jutjat i condemnat a mort, però aconsegueix fugir i exiliar-se a França.

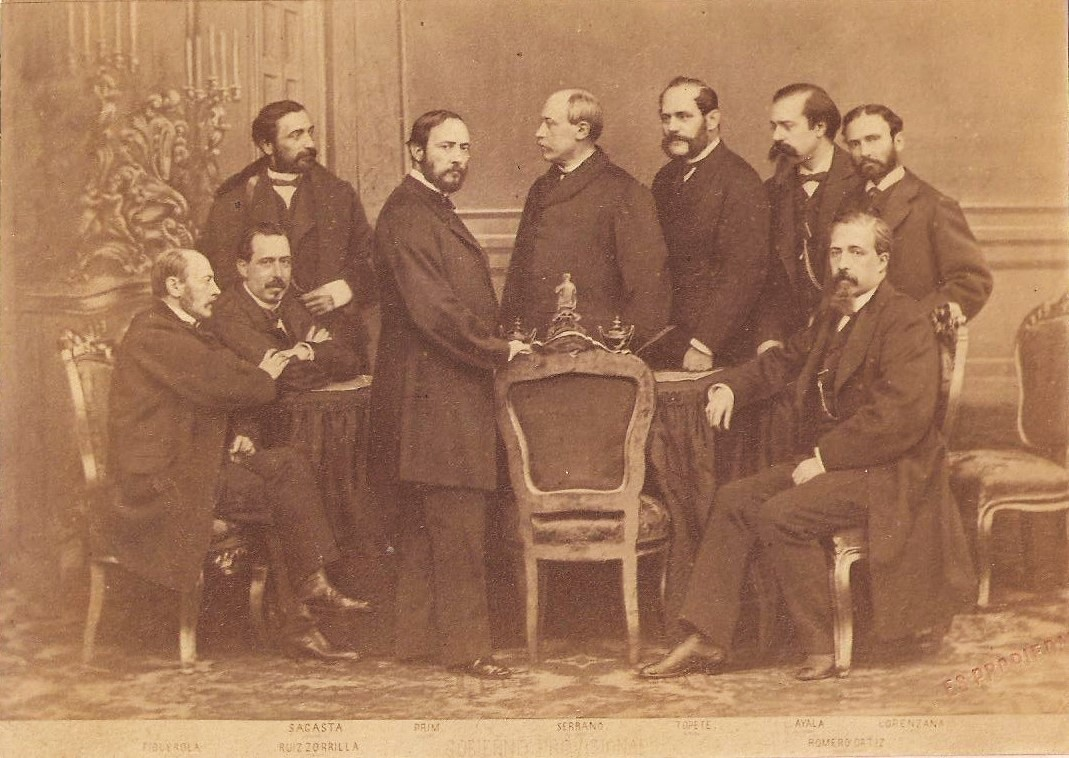
Sagasta dempeus en la cantonada esquerra, amb el Govern provisional de 1869 D'esquerra: Figuerola, Ruiz Zorrilla, Sagasta, Joan Prim, Serrano, Topete, Adelardo López de Ayala, Lorenzana i Antonio Romero Ortiz (foto de J. Laurent).

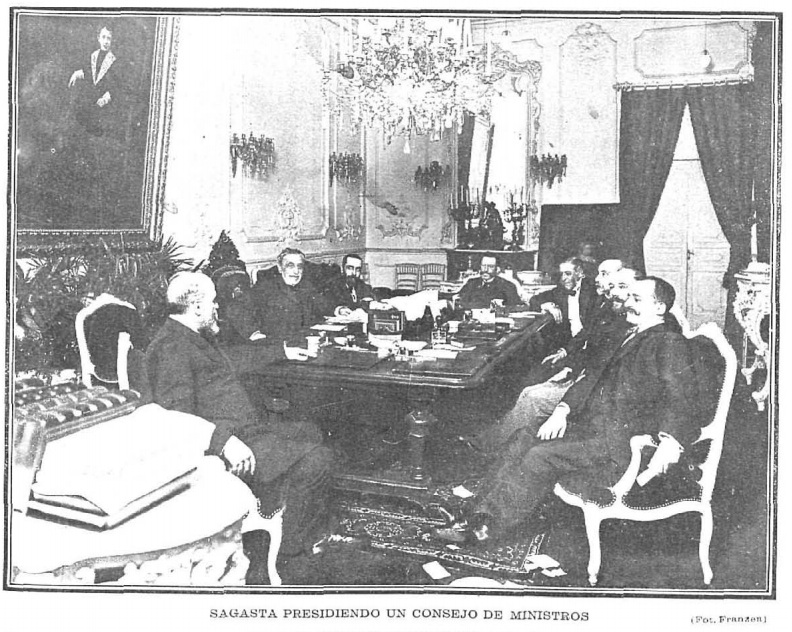
Sagasta presidint un consell de ministres. D'esquerra a dreta: Segismundo Moret y Prendergast, Práxedes Mateo Sagasta, Juan Montilla y Adán, Valerià Weyler, Cristóbal Colón de la Cerda, Félix Suárez Inclán, Amós Salvador Rodrigáñez, i el comte de Romanones. Fotografia de Christian Franzen de 1902.

### Període del Sexenni Democràtic
Torna a Espanya després de la Revolució de 1868, que va suposar el destronament de la reina Isabel II i l'inici del període denominat Sexenni Democràtic. En el govern provisional presidit pel general Serrano, és nomenat ministre de la Governació.
El 1871, durant el regnat d'Amadeu de Savoia, és nomenat president del Consell de Ministres.
Va presidir el Consell de Ministres per segona vegada des de setembre de 1874 fins al final d'aquest any, en els mesos previs a la Restauració Borbònica, durant la dictadura del general Serrano. En tot aquest període, immers en nombroses crisis socials i polítiques, va ser el cap del Partit Constitucional, una escissió del progressisme.

### Restauració borbònica de 1874
Després de la restauració borbònica a la corona d'Espanya, en la persona d'Alfons XII, Sagasta funda el 1880 el Partit Liberal, partit que al costat del Partit Conservador de Cánovas del Castillo va constituir el sistema bipartidista amb alternança al govern que caracteritzaria el sistema de la Restauració durant el tram final del segle xix i la primera part del segle xx. Durant aquest període, Sagasta va arribar a presidir el govern en cinc ocasions. Des del partit Liberal va prendre algunes mesures avançades entre les quals destaca la reimplantació definitiva, el 1890, del sufragi universal (exclusivament masculí).
El 24 de novembre de 1885, en vigílies de la mort del rei Alfons XII, Sagasta, com a líder del partit Liberal, va signar amb Cánovas del Castillo, cap del partit Conservador, l'anomenat Pacte del Pardo, amb el propòsit de donar suport a la regència de Maria Cristina (embarassada del futur rei Alfons XIII) i garantir així la continuïtat de la monarquia davant la situació creada per la prematura mort del monarca. En aquest pacte es va sancionar el torn de govern entre les dues formacions, i Cánovas es va comprometre a cedir el poder als liberals de Sagasta a canvi que aquests acatessin la Constitució de 1876.
L'assassinat de Cánovas el 1897 el va retornar al poder i durant el conflicte hispano-estatunidenc, conegut com la «Guerra de Cuba», va decidir intervenir militarment malgrat que era conscient de la completa supremacia dels Estats Units. El tractat de París de 1898 va representar la pèrdua d'aquestes darreres restes de l'imperi colonial espanyol (Cuba, Puerto Rico, Filipines i Guam) i l'opinió pública el va fer el gran responsable de la desfeta.
Dominat l'alçament de Badalona en favor de Carles de Borbó i Àustria-Este, el govern de Sagasta respongué amb una campanya de repressió contra el carlisme: l'estructura militar fou desarticulada i es prohibiren els seus periòdics, els locals on es reunien els cercles i altres organismes del partit carlí.

### Vida intel·lectual i personal

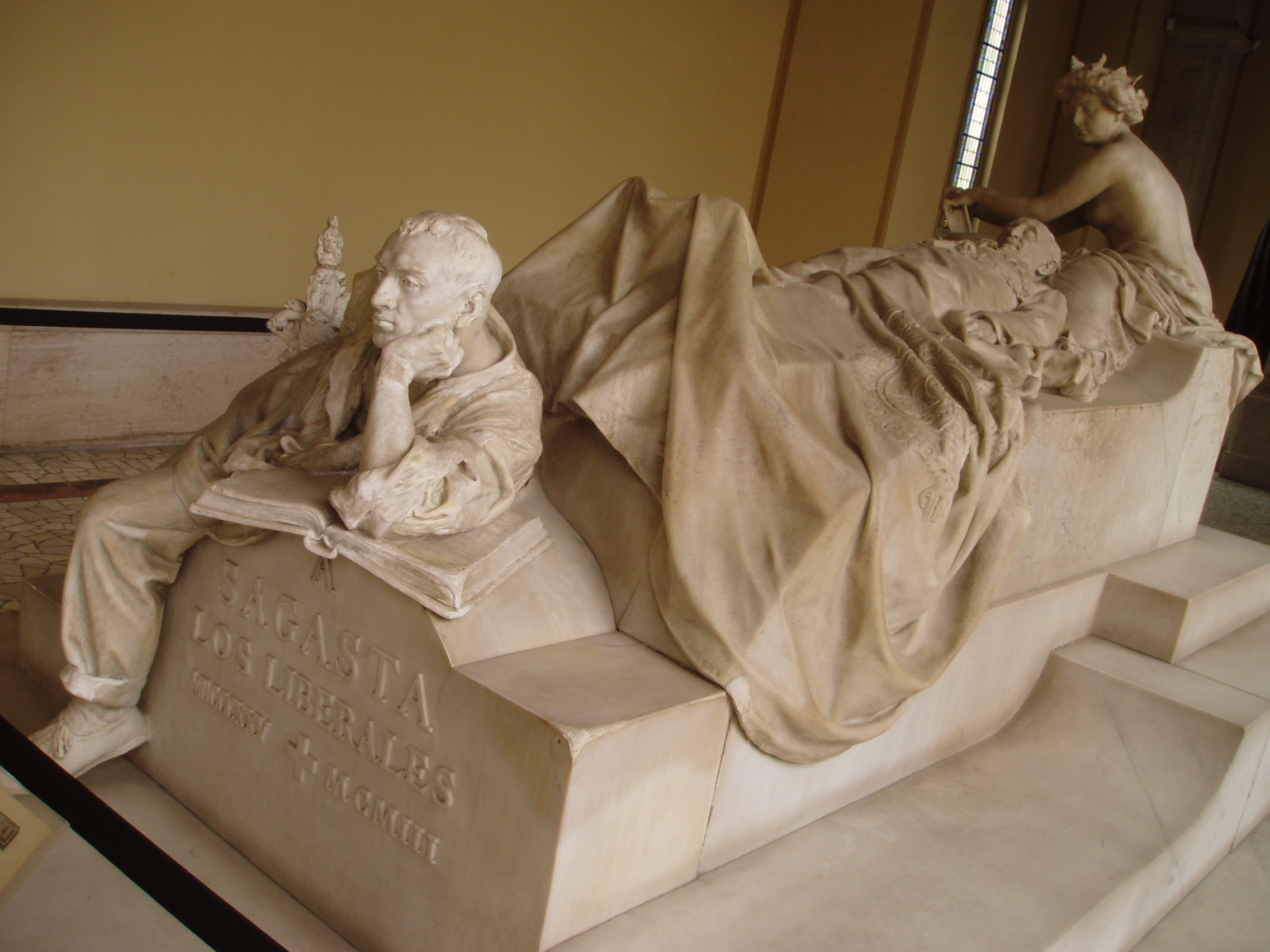
Mausoleu de Sagasta a Madrid

Fou membre de la Reial Acadèmia de Ciències Exactes, Físiques i Naturals, coronel honorari del Regiment de Cavalleria de Camajuani i Comandant del Batalló d'Enginyers de la Milícia Nacional. Fill predilecte de Logronyo i fill adoptiu d'Osca i Màlaga. Sagasta va ser un destacat maçó. Va arribar a aconseguir el grau 33 i com a tal el de gran mestre del Gran Orient d'Espanya, fins que el gener de l'any 1885 decideix apartar-se de la maçoneria de forma privada. El 14 de novembre de 1894 en defensa de les seves pròpies creences i de la monarquia, manifesta de forma pública davant el Congrés dels Diputats la seva definitiva separació de la Maçoneria.
Es va casar a l'església de San Sebastián el 18 de febrer de 1885 amb Ángela Juana Vidal Herrero, dama de l'Orde de Santa Isabel de Portugal, nascuda a Medina de Rioseco el 27 de desembre de 1828, amb la que va tenir dos fills, José Mateo-Sagasta y Vidal, tronc dels comtes de Torrecilla de Cameros, i Victoria Esperanza Mateo Sagasta y Vidal, primera comtessa de Sagasta.
La seva esposa va morir el 3 de febrer de 1897 d'hemorràgia cerebral; va ser enterrada al cementiri de San Lorenzo y San José.
Sagasta va morir el 5 de gener de 1903, al seu domicili del número 53 de la Carrera de San Jerónimo, a causa d'una broncopneumònia senil i insuficiència tricúspide. Va ser enterrat al Panteó d'Homes Il·lustres de Madrid.

## Condecoracions
| - Cavaller de l'Orde del Toisó d'Or. - Primer batlle president de l'Orde del Sant Sepulcre de Jerusalem i creador del primer capítol de l'Orde a Madrid. - Cavaller gran creu de l'Orde de Carles III (Espanya). - Gran creu de l'Orde Civil de la Beneficència - Cavaller gran creu de l'Orde dels Sants Maurici i Llàtzer (Itàlia). - Cavaller gran creu de l'Orde de Crist (Portugal). - Cavaller gran creu de l'Orde de la Torre i l'Espasa (Portugal). - Cavaller gran creu de l'Orde de la Immaculada Concepció de Vila Viçosa (Portugal). | - Gran creu de la Legió d'Honor (França). - Gran creu de l'Orde de Leopold (Bèlgica). - Gran creu de l'Orde del Doble Drac (Xina). - Gran creu de l'Orde de Distinció (Nishan Imtiaz, Imperi Otomà). - Gran creu de l'Orde del Sol i el Lleó (Pèrsia). - Gran creu de l'Orde del Libertador (Veneçuela). - Gran creu de la Imperial Orde de la Rosa (Brasil). - Cavaller gran creu de l'Orde de l'Estrella Polar de Suècia. - Gran creu de l'Orde de Leopold (Àustria). |

## Càrrecs polítics
| Práxedes Mateo Sagasta                                            |                                                                                    |                                                                         |
| Càrrec de govern                                                  |                                                                                    |                                                                         |
| Precedit per: José Malcampo y Monge (President del Govern)        | President del Govern (Llista de Presidents del Consell de Ministres) (1871 - 1872) | Succeït per: Francisco Serrano Domínguez (President del Govern)         |
| Càrrec de govern                                                  |                                                                                    |                                                                         |
| Precedit per: Juan Zavala de la Puente (President del Govern)     | President del Govern (Llista de Presidents del Consell de Ministres) (1874 - 1874) | Succeït per: Antonio Cánovas del Castillo (President del Govern)        |
| Càrrec de govern                                                  |                                                                                    |                                                                         |
| Precedit per: Antonio Cánovas del Castillo (President del Govern) | President del Govern (Llista de Presidents del Consell de Ministres) (1881 - 1883) | Succeït per: José de Posada Herrera (President del Govern)              |
| Precedit per: José de Posada Herrera (President del Congrés)      | President del Congrés dels Diputats d'Espanya (1883-1884)                          | Succeït per: Francisco de Borja Queipo de Llano (President del Congrés) |
| Precedit per: Antonio Cánovas del Castillo (President del Govern) | President del Govern (Llista de Presidents del Consell de Ministres) (1892 - 1895) | Succeït per: Antonio Cánovas del Castillo (President del Govern)        |
| Precedit per: Marcelo Azcarraga Palmero (President del Govern)    | President del Govern (Llista de Presidents del Consell de Ministres) (1897 - 1899) | Succeït per: Francisco Silvela y de Le Villeuze (President del Govern)  |
| Precedit per: Marcelo Azcarraga Palmero (President del Govern)    | President del Govern (Llista de Presidents del Consell de Ministres) (1902 - 1902) | Succeït per: Francisco Silvela y de Le Villeuze (President del Govern)  |

| Premis i fites                           | Premis i fites | Premis i fites                  |
| ---------------------------------------- | --- | ------------------------------- |
| Precedit per: Ildefonso Sierra y Orantes | Acadèmic numerari de la Reial Acadèmia de Ciències Exactes, Físiques i Naturals (Medalla 25) 4 de juliol de 1883-5 de gener de 1903 | Succeït per: José Marvá y Mayer |